# Hawajka samotna
Hawajka samotna (Akialoa stejnegeri) – gatunek średniej wielkości ptaka z rodziny łuszczakowatych (Fringillidae). Występował endemicznie na Kauaʻi (Hawaje). Wymarły. Możliwe, że niewielka liczba osobników przetrwała do 1965.

## Taksonomia
Po raz pierwszy gatunek opisał Scott B. Wilson w 1889 na łamach „The Annals and magazine of natural history”. Nowemu gatunkowi nadał nazwę Hemignathus stejnegeri celem upamiętnienia Leonharda Stejnegera. Obecnie (2021) Międzynarodowy Komitet Ornitologiczny umieszcza hawajkę samotną w rodzaju Akialoa. Nazewnictwo hawajki samotnej i pokrewnych jej gatunków jest sporne. Hawajka samotna była opisana pod kilkoma synonimami. 

## Morfologia
Długość ciała wynosi około 20 cm. Według Wilsona długość skrzydła wynosiła 83–86 mm, długość skoku 25–26 mm, długość dzioba 60,5–64 mm. Występował dymorfizm płciowy w upierzeniu. Samiec miał oliwkowoszare ciemię, na grzbiecie kolor przechodził w oliwkowy, na kuprze jaśniejszy. Przód głowy oliwkowy, widoczna była słabo zaznaczona brew. Spód ciała jasnożółty z oliwkowym nalotem na bokach ciała. Pokrywy podogonowe żółtooliwkowe. Skrzydła i sterówki brązowe, krawędzie zewnętrznych chorągiewek oliwkowe. Tęczówka ciemnobrązowa, dziób czarny. Samica z wierzchu żółtopłowa, pióra na głowie mają ciemne środki. Brew wyraźniejsza niż u samca. Spód ciała żółtopłowy.

## Zasięg, ekologia
Hawajki samotne występowały endemicznie na Kauaʻi, gdzie zamieszkiwały lasy – zarówno te na wyżej położonych płaskowyżach, jak i niemal na wybrzeżu. Podczas żerowania zachowywały się żwawo, skacząc z gałęzi na gałąź lub wspinając się wzdłuż pni jak dzięcioły. Język był rurkowaty, zakończony na wzór szczotki; służył do wydobywania nektaru z kwiatów lobelii i kwitnących drzew. Żywiły się również owadami, ich jajami i larwami. Munro badał te hawajki w 1891; w styczniu i lutym śpiewały niewiele, najintensywniej natomiast w marcu i kwietniu. Odnotował, że w kwietniu odzywały się również innym głosem; uznał, że jest powiązany z lęgami.

## Status
IUCN uznaje hawajkę samotną za gatunek wymarły (EX, Extinct). Na początku lat 90. XIX wieku były to jeszcze ptaki dość pospolite. Do końca XIX wieku ich liczebność drastycznie zmalała. Według Munro do 1944 mogły już wymrzeć. Munro był przekonany, że hawajki te musiały być szczególnie wrażliwe na choroby przenoszone przez komary. Obserwował również ptaki z guzami, Perkins zaś odnotował, że pasożytowane były przez tasiemce. Richardson i Bowdlers w 1960 ponownie odkryli hawajki samotne; izolowaną populację zaobserwowali na bagnie Alakaʻi. Ostatnie pewne stwierdzenie miało miejsce w 1965. Mimo poszukiwań i niepewnych doniesień nie zaobserwowano już hawajek samotnych.